# Poddasze

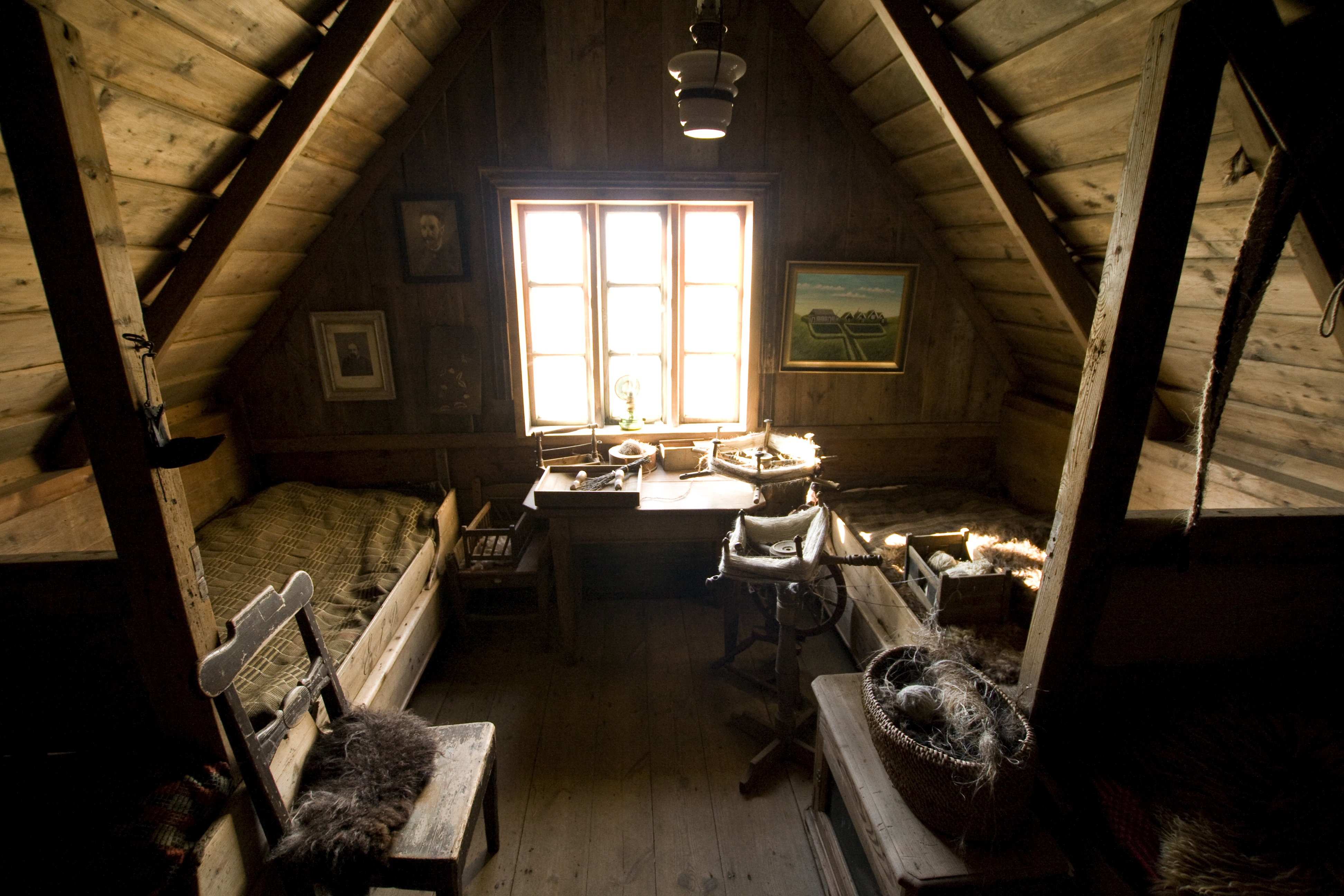
Umeblowane poddasze

Poddasze – najwyższa kondygnacja usytuowana pod dachem.
Poddasza dzielimy na użytkowe, czyli przygotowane do przebywania w nich ludzi, i nieużytkowe – takie, które nie są do tego przystosowane. Poddasze występuje pod różnymi typami dachów np. płaskimi, kopułami, spadzistymi.

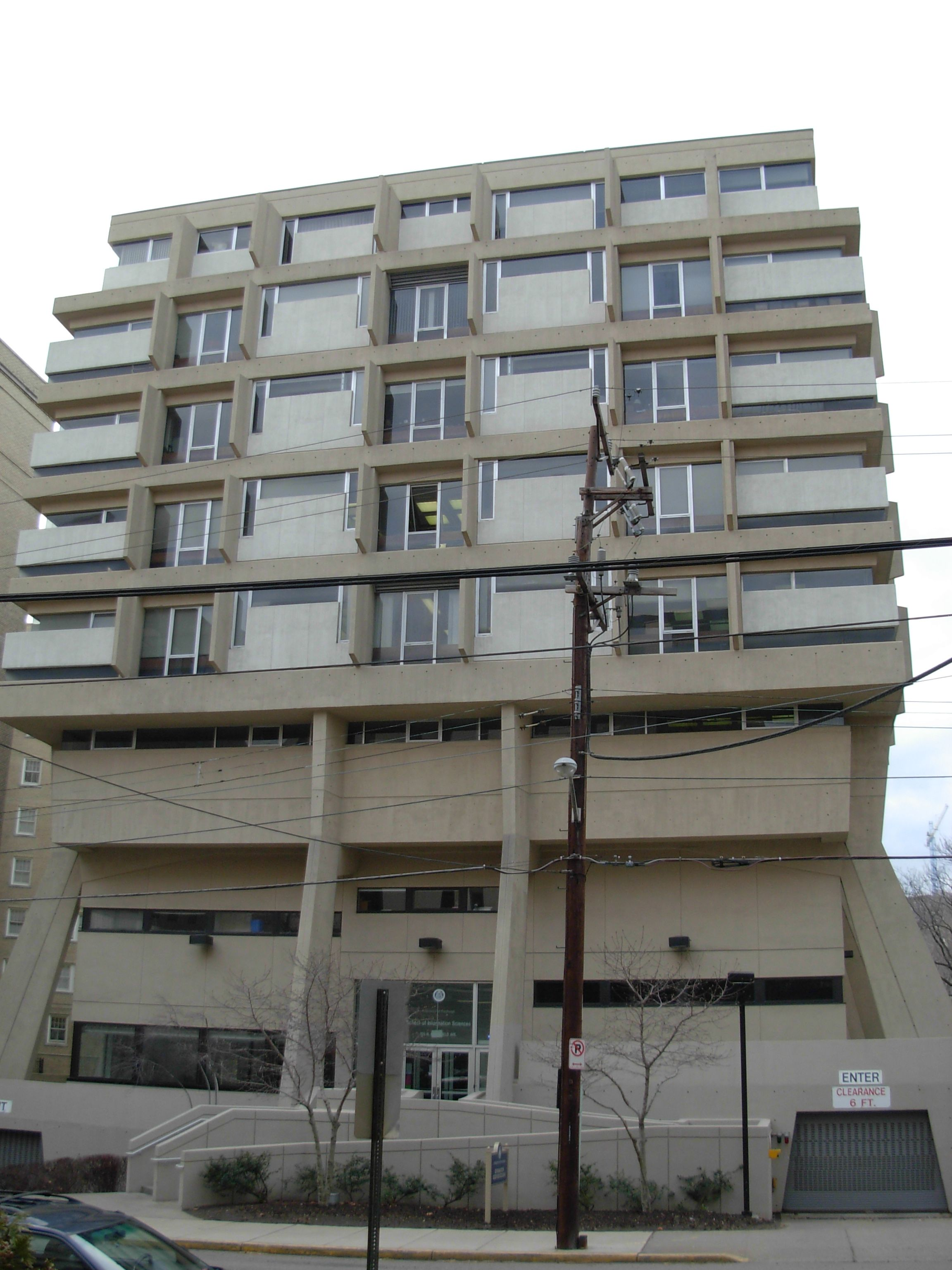
Poddasze pod dachem płaskim

Strych jest najwyższą przestrzenią w budynku, ale różni się tym od poddasza, że poddasze zazwyczaj jest najwyższą kondygnacją.